# Styletoentomon rostratum
Styletoentomon rostratum är en urinsektsart som först beskrevs av Ewing 1940.  Styletoentomon rostratum ingår i släktet Styletoentomon och familjen trakétrevfotingar. Inga underarter finns listade i Catalogue of Life.